# Баширово
Баши́рово (рос. Баширово) — село у складі Ташлинського району Оренбурзької області, Росія.

## Населення
Населення — 228 осіб (2010; 324 у 2002).
Національний склад (станом на 2002 рік):
- татари — 96 %